# Jrínnyky
Jrínnyky (ucraniano: Хрі́нники) es un pueblo de Ucrania, constituido administrativamente como una pedanía del asentamiento de tipo urbano de Demýdivka, en el raión de Dubno de la óblast de Rivne.
En 2001, el pueblo tenía una población de 811 habitantes.
Se ubica a orillas de un embalse del río Styr, unos 5 km al oeste de la capital municipal Demýdivka sobre la carretera T0303 que lleva a Lutsk.

## Historia
Antes de la formación del actual municipio de Demýdivka en 2016, el pueblo era sede de un consejo rural en el raión de Demýdivka. El consejo rural incluía como pedanías a Výchavky, Lysyn y Lopavshe.